# Meierhof bei Münchberg
Meierhof bei Münchberg (amtlich Meierhof b.Münchberg) ist eine Gemarkung. Sie liegt vollständig im Gemeindegebiet von Münchberg im Landkreis Hof (Oberfranken, Bayern). Die Gemarkung hat eine Fläche von 17,946 km² und ist in 2098 Flurstücke aufgeteilt, die eine durchschnittliche Fläche von 8553,92 m² haben. In ihr liegen neben dem namensgebenden Ort die Gemeindeteile Bug, Einzel am Wald,  Gottersdorf, Hintere Horlachen, Laubersreuth, Rabenreuth, Schlegel, Schwarzholzwinkel, Unfriedsdorf, Untere Einzel, Vordere Horlachen und Wüstensaal. Benachbarte Gemarkungen sind Helmbrechts, Poppenreuth und Wüstenselbitz im Westen, Ahornberg und Markersreuth im Norden, Bug und Wulmersreuth im Osten und Münchberg im Süden.